# James Bentley
James Bentley é um ator que ganhou um Young Artist Awards por interpretar em 2001 "Nicholas Stewart" no filme de terror Os Outros.

## Filmografia
| Filmes | Filmes                          | Filmes                          | Filmes  |
| Ano    | Título                          | Papel                           | Notas   |
| ------ | ------------------------------- | ------------------------------- | ------- |
| 2001   | Os Outros                       | Nicholas Stewart                |         |
| 2004   | A Vida e Morte de Peter Sellers | Michael Sellers (7 aos 10 anos) |         |
| 2004   | Imperium: Nerone                | Nero (jovem)                    | Para TV |

## Prêmios e Indicações
| Prêmios | Prêmios   | Prêmios             | Prêmios                                     | Prêmios   |
| Ano     | Resultado | Premiação           | Categoria                                   | Título    |
| ------- | --------- | ------------------- | ------------------------------------------- | --------- |
| 2002    | Venceu    | Young Artist Awards | Melhor Performance - Ator Mirim Até 10 Anos | Os Outros |
| 2002    | Indicado  | Goya Awards         | Melhor Ator Estreante                       | Os Outros |